# Christmas, with Love
Christmas, with Love —español: «Navidad, con Amor»— es el primer álbum navideño y el cuarto álbum de estudio de la cantante británica Leona Lewis. Fue lanzado entre el 29 de noviembre de 2013 y 3 de diciembre de 2013, por Syco Music y RCA Records, que de este último, se convirtió en su segundo lanzamiento con el sello, desde Hurt: The EP en 2011.
Lewis comenzó a grabar el álbum a comienzos del 2013, inmediatamente después del exitoso lanzamiento de Glassheart (2012). En junio de 2013 se reveló y más tarde confirmó que el cuarto álbum de estudio de Lewis sería un álbum de Navidad en la recomendación del jefe de su sello Syco, Simon Cowell. Lewis alistó dos productores para el álbum, Richard "Biff" Stannard y Ash Howes, con Lewis a sí misma contribuir a la producción del álbum. Después del lanzamiento del álbum, fue recibido con críticas positivas de los críticos, elogiando las canciones originales. Otros críticos señalaron al álbum como "uno de los mejores discos modernos de Navidad en la memoria." Inicialmente, el álbum llegó al veinticinco en el Reino Unido convirtiéndose en su debut más bajo hasta la fecha, pero pese a ello, en la semana siguiente el álbum subió hasta el número trece de la lista.
El álbum fue precedido por el sencillo «One More Sleep», lanzado el 5 de noviembre de 2013 y debutó en el número treinta y cuatro de las listas del Reino Unido. Lewis promovió el álbum a través de una gran cantidad de presentaciones en vivo, incluyendo la iluminación navideña en el Regent Street de Londres, Inglaterra y en la décima serie de The X Factor, esto llevó a que la canción subiera hasta el número tres de la lista, convirtiéndose en su sencillo más exitoso en años, después de «Happy», lanzado en 2009 y que alcanzó el número dos.

## Antecedentes
En febrero de 2013, un representante de Syco Music, sello discográfico de Lewis, anunció que estaba a punto de empezar a escribir y grabar material "inminente" para su cuarto álbum de estudio, y que sería puesto en libertad a finales de 2013. La noticia se produjo después de que Lewis anunciara de que había roto relaciones con Modest!, el equipo directivo que la había representado desde que ganó la tercera serie de The X Factor en 2006. Varios medios de comunicación especularon que esto se debió al débil desempeño comercial de su tercer álbum de estudio, Glassheart, que fue lanzado en noviembre de 2012. Se convirtió en su primer álbum en no debutar en el número uno del Reino Unido. Y además el primero en no ser lanzado en los Estados Unidos. También se informó que otro factor que contribuyó a su partida, fue que el tercer sencillo del álbum, «Lovebird», había vendido menos de 600 ejemplares, lo que significa que no pudo alcanzar una de las 200 posiciones en la lista de singles del Reino Unido.
En junio de 2013, surgió la especulación de que el cuarto álbum sería de hecho un álbum de Navidad, después de que los productores británicos MagicIT dijieran en Twitter que estaban en un estudio de grabación haciendo canciones navideñas. Al mes siguiente, Lewis confirmó que estaba de hecho, en el proceso de grabación de un álbum de Navidad. Ella reveló que la grabación fue realizada en la recomendación del jefe del sello Syco, Simon Cowell. Cuando habló sobre la decisión de grabar un álbum de Navidad en este punto de su carrera en julio de 2013, Lewis explicó que a Cowell se le había ocurrido la idea: "Simon todavía está muy involucrado en mi carrera y me ayuda, a él se le ocurrió la idea de grabar un álbum de Navidad, y ambos sentimos que era el momento adecuado para seguir adelante con el".
Lewis describió el proceso de selección de las canciones como fácil y que ella sabía qué canciones quería incluir en el álbum a pesar de ser muchos villancicos tradicionales, diciendo: "Todas son pistas de Navidad que me encantan y escogí las canciones de navidad que siempre me gustaron". En una entrevista para la revista Billboard en noviembre de 2013, Lewis dijo que había pensado en hacer un álbum de Navidad por un tiempo, pero no tenía la intención de liberarlo en la Navidad de 2013, cuando pensó que ella estaría escribiendo y grabando el álbum susesor de Glassheart, después de que ella había terminado la gira, The Glassheart Tour, que se realizó durante los meses de abril y julio de 2013. Sin embargo, ella decidió que quería hacer algo "un poco diferente". Las sesiones de grabación comenzaron durante el verano en Brighton, Inglaterra. Lewis dio a conocer la portada para el álbum, el 4 de noviembre de 2013. Cuenta con un tema de la vendimia, que incluye la lista de pistas en la portada, así como nueve fotos diferentes de Lewis posando con diversos objetos de Navidad.

## Composición
Lewis reveló la lista de pistas del álbum el 4 de noviembre de 2013. El álbum está compuesto de tres canciones originales coescritas por Lewis, «One More Sleep», «Mr Right» y «Your Hallelujah», además de siete covers. Lewis afirmó que el álbum está inspirado en la música de Motown, pero que ella "quería salir del género".

## Recepción de la crítica
El álbum fue muy elogiado por la crítica, mientras que otros elogiaron su voz, pero no la producción del material. Alexis Petridis de The Guardian le dio al álbum dos de cinco estrellas y alabó sus tres canciones originales. Llamó a «Your Halleujah» una "balada espectral", y dijo que «One More Sleep» y «Mr. Right» eran "agradables", pero dijo que las versiones de canciones como «Chrismas (Baby Please Come Home)» y «Winter Wonderland» fueron "teñidas de un sentimiento de falta de sentido". Allmusic le dio al álbum cuatro de cinco estrellas, diciendo que "ella consigue una mayor oportunidad de cantar en este álbum, y no como en su tercer álbum, Glassheart, que es razón suficiente para disfrutar del álbum, pero mejor aún es que Spector trabaja en gran parte". y añade "Es uno de los mejores discos modernos de Navidad en la memoria".

## Promoción
El 9 de noviembre de 2013, Lewis interpretó el sencillo «One More Sleep» y la canción «White Christmas» en el Regent Street, en el que también asistieron la banda Passenger y la cantante Eliza Doolittle. El 22 de noviembre, la cantante dio un concierto gratuito en Zúrich, Suiza, en el festival NRJ Energy Stars en frente de un público de 13.000 personas. Lewis interpretó «Winter Wonderland» por primera vez en vivo durante el programa Daybreak del Reino Unido, el 29 de noviembre de 2013, donde también fue entrevistada sobre el álbum. La noche siguiente, Lewis realizó una breve aparición en la discoteca G-A-Y de Londres. En los Estados Unidos, Lewis apareció en el programa matutino de NBC, Today, el pasado 4 de diciembre. El mismo día, actuó en el Rockefeller Center Christmas Tree, en donde interpretó «White Christmas», «One More Sleep» y «I Wish It Could Be Christmas Everyday». Al día siguiente, el 5 de diciembre, Lewis hizo una aparición en vivo en el programa de televisión Live with Kelly and Michael.  El 8 de diciembre apareció en la final de temporada del programa de talentos, The X Factor de Reino Unido, en donde interpretó el sencillo «One More Sleep». El 13 de diciembre, se presentó en el programa This Morning, para interpretar el sencillo «One More Sleep». Al día siguiente se presentó en The Jonathan Ross Show, a interpretar la canción «I Wish It Could Be Christmas Everyday». El 18 de diciembre, interpretó el sencillo «One More Sleep» en la final de temporada del programa de talentos, The X Factor en los Estados Unidos. El 19 de diciembre, la cantante participó del Billboard Studio Session, cantando su éxito «One More Sleep» y la canción «Winter Wonderland». Al día siguiente se presenta en Tonight Show With Jay Leno a interpretar «One More Sleep». El 25 de diciembre se presenta nuevamente en el programa de televisión Today Show.

### Sencillos

#### One More Sleep
El primer sencillo del álbum, «One More Sleep» fue lanzado en las tiendas digitales de los Estados Unidos el 5 de noviembre de 2013.. La canción fue coescrita por Lewis en compañía de Richard "Biff" Stannard, Iain James, Jez Ashurst y Bradford Ellis. El video oficial para el sencillo, fue estrenado el 30 de noviembre de 2013 en la cuenta oficial de Lewis en VEVO de Youtube. Durante la semana del 5 de diciembre, debutó en la principal lista semanal del Reino Unido, UK Singles Chart, en el número treinta y cuatro. En su segunda semana de ventas, la canción experimentó un aumento de ventas del 286%, muy probablemente debido a la presentación que Lewis realizó en el programa The X Factor, lo que hizo que «One More Sleep» subiera oficialmente 31 posiciones hasta el número tres en la lista de singles del Reino Unido, siendo solamente superada por el sencillo «Hey Brother» de Avicii, que vendió 300 mil copias más. De esta forma, la canción se convirtió en uno de sus sencillos más exitosos, desde «Happy» que fue lanzado en 2009 y alcanzó el número dos de la lista.

## Listado de canciones
- Edición estándar

| Christmas, with Love |                                         |                                                                               |          |  |
| N.º                  | Título                                  | Compositor (es)                                                               | Duración |  |
| 1.                   | «One More Sleep»                        | Richard "Biff" Stannard, Iain James, Jez Ashurst, Bradford Ellis, Leona Lewis | 3:59     |  |
| 2.                   | «Winter Wonderland»                     | Felix Bernard, Richard B. Smith                                               | 2:24     |  |
| 3.                   | «White Christmas»                       | Irving Berlin                                                                 | 3:09     |  |
| 4.                   | «Your Hallelujah»                       | Lewis, Jon Levine, Autumn Rowe, Lauren Christy                                | 4:14     |  |
| 5.                   | «Christmas (Baby Please Come Home)»     | Jeff Barry, Ellie Greenwich, Phil Spector                                     | 2:37     |  |
| 6.                   | «Mr Right»                              | Stannard, Camille Purcell, Ashurst, Ash Howes, Lewis                          | 3:14     |  |
| 7.                   | «O Holy Nigh»                           | Adolphe Adam                                                                  | 2:53     |  |
| 8.                   | «I Wish It Could Be Christmas Everyday» | Roy Wood                                                                      | 3:51     |  |
| 9.                   | «Ave Maria»                             | Franz Schubert                                                                | 4:00     |  |
| 10.                  | «Silent Night»                          | Franz Xaver Gruber, Joseph Mohr                                               | 2:19     |  |

## Funcionamiento en las listas musicales
Christmas, with Love debutó en las principales listas musicales de Europa durante la semana del 5 de diciembre de 2013. En Irlanda, el álbum debutó en el número cuarenta y cinco, en el Reino Unido en el número veinte y cinco, y mientras que en el número diez del UK Digital Chart.  En Escocia, el álbum debutó en el número veinte y nueve y además en el número cuarenta y dos de la principal lista de álbumes en Suiza. En los Estados Unidos, el álbum debutó en el número ciento trece. Con todo ello, Christmas, with Love se convirtió en el álbum que obtuvo el peor debut semanal en toda la carrera musical de Lewis.
Pese a ello, en su segunda semana, el álbum subió hasta el número trece de la principal lista musical del Reino Unido, al número veinte de Escocia y al número treinta y seis de Irlanda. Durante la última semana de diciembre, Christmas with Love debutó en el número treinta y siete de la lista US Holiday Albums, la que da término el 4 de enero de 2014.

### Rankings
| País              | Medio u organización publicadora | Ranking            | Posición | Ref.   |
| ----------------- | -------------------------------- | ------------------ | -------- | ------ |
| América del Norte |                                  |                    |          |        |
| Estados Unidos    | Billboard                        | Billboard 200      | 113      | [ 45 ] |
| Estados Unidos    | Billboard                        | Holiday Albums     | 37       | [ 46 ] |
| Estados Unidos    | Billboard                        | Top Current Albums | 88       | [ 47 ] |
| Europa            |                                  |                    |          |        |
| Escocia           | IFPI                             | Top 75 álbumes     | 20       | [ 43 ] |
| Irlanda           | IRMA                             | Top 75 álbumes     | 36       | [ 40 ] |
| Reino Unido       | OCC                              | Top 100 álbumes    | 13       | [ 41 ] |
| Reino Unido       | OCC                              | UK Digital Albums  | 5        | [ 42 ] |
| Suiza             | Schweizer Hitparade              | Top 100 álbumes    | 42       | [ 43 ] |

## Certificaciones
| País        | Organismo certificador | Certificación | Ventas certificadas | Simbolización | Ref.   |
| ----------- | ---------------------- | ------------- | ------------------- | ------------- | ------ |
| Europa      |                        |               |                     |               |        |
| Reino Unido | BPI                    | Disco de oro  | 100 000             |               | [ 48 ] |

## Lanzamientos
| País o estado              | Fecha                   | Sello       | Edición(es) | Ref.   |
| -------------------------- | ----------------------- | ----------- | ----------- | ------ |
| Historial de publicaciones |                         |             |             |        |
| Alemania                   | 29 de noviembre de 2013 | Syco Music  | Estándar    | [ 39 ] |
| Irlanda                    | 29 de noviembre de 2013 | Syco Music  | Estándar    | [ 49 ] |
| Nueva Zelanda              | 29 de noviembre de 2013 | Syco Music  | Estándar    | [ 50 ] |
| Reino Unido                | 2 de diciembre de 2013  | Syco Music  | Estándar    | [ 51 ] |
| Canadá                     | 3 de diciembre de 2013  | RCA Records | Estándar    | [ 52 ] |
| Estados Unidos             | 3 de diciembre de 2013  | RCA Records | Estándar    | .      |
| Italia                     | 3 de diciembre de 2013  | RCA Records | Estándar    | [ 53 ] |